# Hsinchu
Hsinchu (in cinese tradizionale 新竹市) è una città nel nord di Taiwan situata sullo stretto di Formosa. Hsinchu è popolarmente soprannominata "La città ventosa" (tradizionale cinese: 風城) per il suo clima ventoso.

## Geografia fisica
Hsinchu City è amministrata come una città provinciale della Repubblica di Cina. La città è delimitata dalla Contea di Hsinchu a nord e ad est, Contea di Miaoli a sud e dallo Stretto di Taiwan a ovest.

### Distretti
| Hsinchu ha 3 distretti (區 qu): | Distretto | Popolazione | Superficie |
|                                 | al 2008   | km²         |            |
| ■ Distretto Est                 | 193,310   | 33.5768     |            |
| ■ Distretto Nord                | 142,624   | 15.7267     |            |
| ■ Distretto di Xiangshan        | 71,453    | 54.8491     |            |

## Storia
Nel 1626, dopo che la Spagna ha occupato la parte settentrionale di Taiwan, missionari spagnoli arrivati a Tek-khàm (竹堑; sm: zhúqiàn), in cui vivevano i Taokas aborigeni taiwanesi. Durante la dinastia Qing fu rinominata Hsin-Chu. Nel 21º anno del regime di Kuan Hsu's, il 24 giugno è stato istituito il sub ufficio Hsin-Chu, responsabile dell'amministrazione indipendente. Nel giugno del 24º anno del regime di Kuang Hsu's è stato alterato nuovamente il sistema ufficiale locale. La Contea di Hsin-Chu è stata abolita. Fu allora sotto l'amministrazione dell'ufficio amministrativo Hsin-Chu, Contea di Taipei. 11 novembre del 27º anno del regime di Kuang Hsu's è istituito l'ufficio Hsin-Chu. Nel 1920 è stato istituito il Hsin-Chu Street, con la fondazione dell'ufficio distrettuale Hsin-Chu Street. Nel 1930 il sistema cittadino è stato ampliato. È stata rinominata come città Hsin-Chu, sotto il governo di Hsin Chu Chou, con la creazione dell'ufficio cittadino Hsin-Chu. Nel 1941 la sua amministrazione distrettuale è stata ampliata, la fusione con Hsian Shan e Chiou Kang e divenne una parte di Liu Chia Chuang. Il 25 ottobre 1945 con il ritorno di Taiwan dal Giappone alla Cina, il Guomindang ha istituito il governo cittadino Hsin-Chu a governare Hsin-Chu Chou. Nel 1946, il comitato Take Over si è sciolto ed è stato formato il governo di contea Hsin-Chu. Il governo di contea Hsin-Chu è stato spostato a Taoyuan. Mentre i distretti amministrativi sono stati riadattati è diventata una città governativa provinciale utilizzando l'originale ufficio Chou come ufficio legale, con sette uffici distrettuali. Nel febbraio dello stesso anno, un congresso rappresentativo è stato formato in ogni distretto. Il 15 aprile è stato formato il congresso cittadino. I rappresentanti provinciali sono stati eletti da città legislative, diventando organi legislativi di differenti livelli.
Il 16 agosto 1950 i distretti amministrativi di Taiwan sono stati nuovamente regolati, delimitando 16 contee e 5 città provinciali governative.
Nel giugno del 1982, sotto l'ordine del Presidente, il villaggio Hsian Shan della contea Hsin-Chu si sono fuse nella città Hsin-Chu e trasformata in una città governante provinciale.
La città governante provinciale Hsin-Chu è stata legalmente costituita il 1º luglio 1982.
Nella fine di giugno del 1983 c'erano tre uffici governativi (Servizio Civile, Lavori Pubblici, e Istruzione), quattro dipartimenti (Finanze, assistenza sociale, servizio militare obbligatorio, affari e territorio), quattro uffici (Segretario, pianificazione del territorio, del personale e Auditing) e 49 sezioni (unità e squadre) nell'organizzazione governativa della città a fornire servizi per varie questioni urbane. Le istituzioni affiliate includono il dipartimento di polizia, dipartimento fiscale e dipartimento di igiene e medicina.
Alla fine del 1982, la città è stata classificata nei distretti est, nord e Hsian Shan. Con l'ordine del governo provinciale, gli uffici amministrativi dei distretti sono stati formati il 1º ottobre e sono stati formalmente istituiti il 1º novembre dello stesso anno.
Dal 1994 al 1999, accordi ai "Regolamento per la città governativa Hsin-Chu", "Legge di sistema locale" e le "Linee guida per l'amministrazione locale Organizzazioni", che prevedeva "Regolamento per l'auto amministrazione della città governativa Hsin-Chu". È stato anche istituito l'ufficio morale, è stato previsto a 347 il numero di personale governativo, è stato aggiunto il vice sindaco, un funzionario ai consumatori e 3 consulenti. Nel 2002, al fine di coordinare con la politica di lavoro del sindaco Lin's è stato istituito l'ufficio di presidenza del lavoro e trasferito l'attività del servizio militare obbligatorio al dipartimento della funzione pubblica.

## Economia
La città è la base per l'industria ad alta tecnologia di Taiwan. Parco scientifico Hsinchu  è la patria di 360 aziende high-tech tra cui TSMC, Philips, United Microelectronics Corporation, Holtek e AU Optronics. Come risultato la città ha il più alto livello di reddito.
Lo scopo del parco è stato di attrarre gli investitori dell'alta tecnologia a Taiwan e per rendere l'area centro economico per l'industria. Il parco è stato progettato per soddisfare l'alta qualità R&D, della produzione, del lavoro, di vita e anche la ricreazione. Dalla sua creazione, nel 1978, il governo aveva investito 30.8 miliardi di NTD in software e hardware. Nel 2001, ha sviluppato 625 acri di terreno nel parco e 118 ettari nel sud Hsinchu, attraendo 312 imprese high-tech d'investimento. Esso detiene una posizione determinante nello sviluppo economico di Taiwan, con fama internazionale. I semi-conduttori e il relativo commercio elettronico hanno una forte concorrenza da Giappone, Corea, Stati Uniti e Singapore.

## Educazione
Scuole internazionali e americane (scuola primaria e secondaria)
- Pacific American School, su pacificamerican.org.
- Hsinchu Dutch International School, su hdis.hc.edu.tw.
- Hsinchu American School, su has.hc.edu.tw.

Scuole elementari
- Sagor Bilingual School

College e università
- National Chiao Tung University
- National Tsing Hua University
- Chung Hua University
- Hsuan Chuang University
- Yuanpei Institute of Science and Technology
- National Hsinchu University of Education

Scuole secondarie
- National Experimental High School
- National Hsinchu Senior High School
- National Hsinchu First Girls' High School
- Shu Guang Girls' Senior High School

## Monumenti e luoghi d'interesse
- Museo d'arte vetraria municipale Hsinchu
- Zoo municipale Hsinchu
- Parco montano diciotto vette

## Cibi locali
- Hsinchu Ba wan
- Pasta di riso

## Amministrazione

### Gemellaggi
- Richland
- Cupertino